# Ashta mangala

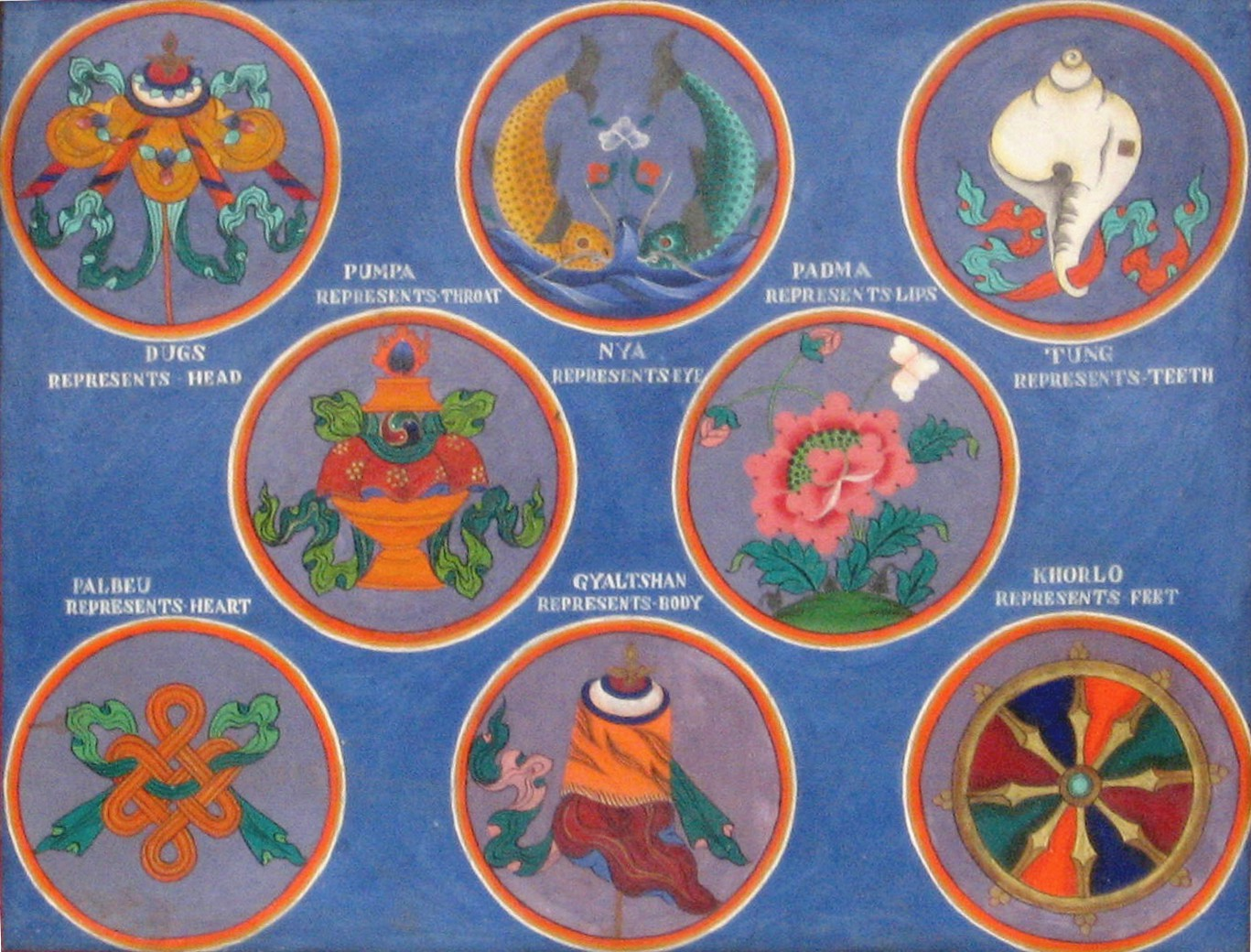
Ashta mangala

Los Asta mangala  o Ashtamangala (ocho [signos] auspiciosos) son un conjunto de símbolos endémicos a un sinnúmero de culturas orientales, principalmente aquellas basadas en la tradición dhármica.

## Etimología
- aṣṭamaṅgala, en el sistema AITS (alfabeto internacional para la transliteración del sánscrito).[1]
- अष्टमंगल, en escritura devanagari del sánscrito.[1]
- Pronunciación: /áshta mangála/.[1]
- Etimología: ‘ocho auspiciosos’, siendo aṣṭa: ‘ocho’, y maṅgala: ‘auspicioso’).[1]

## En el budismo

### En el budismo tibetano
En el budismo, los asta-mangala u ocho símbolos son:
- el nudo infinito
- la caracola
- el parasol
- la flor de loto
- los peces dorados
- el jarrón precioso
- la rueda del Dharma
- la bandera de la victoria

Los asta-mangala son conocidos como bkra-shis-rtags brgyad (ʈʂáɕitaʔ cὲʔ) en tibetano. Los símbolos son yidam y herramientas de enseñanza y punto de partida para las cualidades de iluminación mental, mente-cuerpo, corriente-mental y conciencia. Los ocho signos y su interpretación más común en el budismo tibetano son los siguientes:

#### El nudo infinito

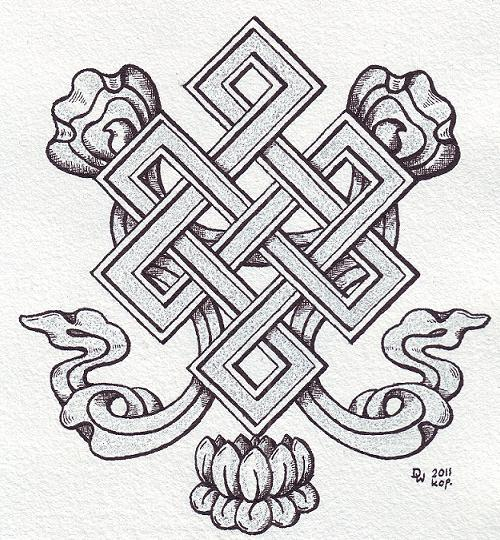
Nudo infinito.

El "nudo sin fin" ―también conocido como "nudo magnífico" o "nudo precioso"― es una representación del corazón del Buda Gautama así como de la eternidad de su doctrina.
- devanagari: श्रीवत्स
- sánscrito: śrīvatsa
- en tibetano: དཔལ་བེའུ, wylie: dpal be'u

#### La caracola

Caracola blanca

La caracola blanca dextrógira representa la voz del Buda y el mensaje del Dharma, debido a su uso como instrumento de llamada, por ello también representa la garganta o cuello del Buda.
- sánscrito: śaṅkha
- en tibetano: དུང་གྱས་འཁྱིལ, wylie: dung gyas 'khyil

#### El parasol

Parasol

El parasol ―que en el antigüedad servía para cubrir a la realeza y grandes personalidades del sol―, representa la protección que otorga el conocimiento de dharma contra el dolor y el sufrimiento. También representa la coronilla de la cabeza del Buda gautama.
- sánscrito: chatraratna
- devanagari: छत्ररत्न
- en tibetano: རིནཆེན་གདུགས, wylie: rin chen gdugs

#### La flor de loto

Loto

El loto es uno de los símbolos más extendidos y usados en oriente. Es la flor que crece en lugares fangosos, por ello representa la verdad última, trascendente e incorruptibe del dharma. Representa, además, la lengua del Buda.
- sánscrito: padma
- en tibetano: པད་མེ, wylie: pad me

#### Los peces dorados

Los peces dorados

Los peces dorados originalmente, en el hinduismo, eran símbolo de los ríos Ganges y Yamuna. En el budismo se les otorga una gran cantidad de significados como: sabiduría, audacia, alegría, longevidad y pureza de los practicantes de las enseñanzas del Buda. La alegoría de los peces que saltan del agua les ha hecho, además, símbolos del salir de la rueda del samsara. Igualmente, se les asocia con los ojos del Buda.
- sánscrito: gaura-matsia
- en tibetano: གསེར་ཉ, wylie: gser nya

#### El jarrón precioso

El jarrón precioso

El jarrón precioso ―conocido también como el "jarrón de los tesoros inacabables"― se encuentra relacionado con el simbolismo de la abundancia material y la liberación. Por ello, el budismo lo ha asociado al tesoro que representan las totalidad de las enseñanzas del Budha. Asimismo se encuentra asociado al cuello de Budha, por ser de donde emanaron sus palabras.
- sánscrito: kasala
- wylie: bum pa

#### La rueda

Dharmacakra

La "rueda del dharma", también llamada "rueda de la ley" o "rueda de la doctrina". Representada por la rueda de un carro con ocho radios. Es uno de los símbolos más comunes del budismo que representa a la doctrina budista misma, asociada a la idea de avance y evolución. A los ocho radios se les ve como representación del Noble camino óctuple: Visión correcta, pensamiento correcto, hablar correcto, actuar correcto, medio de vida correcto, esfuerzo correcto, atención correcta y meditación correcta. En el budismo tibetano, la rueda se encuentra acompañada de venados, en recuerdo de la tradición que indica que la rueda del dharma fue puesta a "girar" por primera vez al momento del primer anuncio de la doctrina budista, lo que aconteció con el primer sermón de Buda en el "Valle de los venados" (Sāranâtha) en Benarés. Asimismo se le identifica con las palmas de las manos del Buda, ya que con ellas puso en movimiento la doctrina.
- sánscrito: dharma-chakra
- en tibetano: ཁོར་ལོ, wylie: khor lo

#### La bandera de la victoria
La bandera de la victoria representa las insignias reales indias que se utilizaban en la milicia y se alzaban tras obtener una victoria en el campo de batalla.  Por ello, representa la victoria del Buddha y de la doctrina budista sobre la ignorancia resultando en la iluminación y obtención del Nirvana. De ahí también, que sea imagen del Budha mismo. En el budismo tibetano la bandera representa, además, la victoria sobre los cuatro Maras: las emociones desordenadas, la lujuria, las pasiones y el miedo a la muerte.
- sánscrito: Dhwaja
- en tibetano: རྒྱལ་མཚན, wylie: rgyal mtshan

### En el budismo vajrayana e himalayo
Los budistas tibetanos utilizan un conjunto de ocho símbolos auspiciosos ―asta-mangala―, en las viviendas y en los edificios públicos. Las interpretaciones comunes para cada símbolo pueden diferir de un maestro a otro.

## En el hinduismo
Los hindúes también poseen una colección de ocho objetos auspiciosos para ciertas grandes ocasiones, tales como una coronación:
- león
- toro
- elefante
- jarra con agua
- abanico
- bandera
- trompeta
- lámpara

Otra lista de objetos auspiciosos:
- brahmán
- vaca
- fuego
- oro
- mantequilla clarificada (ghi)
- sol
- agua
- rey

En estas listas a veces se incluye la esvástica y el srivatsa (rizo blanco en el vello pectoral del dios Visnú.

## En el jainismo
Los jainas también consideran ocho símbolos como sagrados y auspiciosos, sin embargo, algunos de ellos son diferentes a los enumerados por el budismo. Estos son:
- La esvástica.
- El srivatsa, símbolo representado en ocasiones como una flor.
- El nandavarta, complicado símbolo basado en la esvástica, parecido a un laberinto.
- El trono (bhadra-asana: ‘asiento auspicioso’).
- El jarrón (kalasha), al cual se le representa con un par de ojos pintados por encima de él.
- Los cuencos (vardhamanaka).
- Los dos peces (mina iugala: ‘pareja de peces’).
- El espejo (darpana: ‘que genera vanidad’).